# Шпанска социјалистичка радничка партија
Шпанска социјалистичка радничка партија (шп. Partido Socialista Obrero Español) је шпанска политичка странка социјалдемократске оријентације. ПСОЕ (шпанска скраћеница) је тренутно владајућа партија у Шпанији, и друга најстарија странка поред Карлистичке партије основане 1833. године.
После одржаних општих избора 14. марта 2004. године ПСОЕ влада Шпанијом. Пуноправна је чланица Партије европских социјалиста и Социјалистичке интернационале. Имају 21 посланика у Европском парламенту у групи Социјалиста и Демократа.

## Историја
ПСОЕ је основао 2. маја 1879. године у Мадриду чувени шпански раднички вођа Пабло Иглесијас. У периоду од 1923. до 1940. године странка је била чланица Радничке и Социјалистичке интернационале. 
За време друге шпанске републике ПСОЕ је била део владе народног фронта. Током грађанског рата странка је била подељена на три струје: левичарски марксисти које је предводио Франциско Ларго Кабаљеро који је заговарао диктатуру пролетаријата, национализацију и аграрну реформу; социјалдемократска фракција Индалесија Приета и реформисти под вођством Хулијана Бестеира.
Шпански диктатор Франциско Франко забранио је ПСОЕ 1939. године, а странка је поново легализована 1979. године.
На конгресу 1974. године у Суреснесу, Фелипе Гонзалес је изабран за генералног секретара. Гонзалес је извео значајну реформу странкее, и од марксистичке створио јаку социјалдемократску странку.
На парламентарним изборима 1982. године ПСОЕ је освојила 48,5% (око 10.000.000 гласова) и Фелипе Гонзалес постаје премијер све до 1996. године. Странка је побеђивала на изборима 1986, 1989. и 1993. године. На изборима 1996. године губе од конзервативне Народне партије, а Фелипе Гонзалес 1997. године подноси оставку на место генералног секретара партије. Партија је претрпела тежак пораз и на изборима 2000. године.
Након тих избора 2001. године на место генералног секретара ПСОЕ долази Хосе Луис Родригез Запатеро, и странка побеђује на изборима 2004. године и поново успоставља власт.